# Еминский сельсовет
Еминский сельсовет — упразднённая административно-территориальная единица, существовавшая на территории Коробовского района Московской области до 1936 года. Административным центром была деревня Емино.

## История
В 1923 году Еминский сельсовет находился в составе Дмитровской волости Егорьевского уезда Московской губернии. В сельсовет входили деревни Емино, Епихино и Бекетово.
В 1925 году в состав Еминского сельсовета вошли деревни Губино и Михайловская из упразднённого Михайловского сельсовета, но уже в 1926 году Михайловский сельсовет был вновь восстановлен.
В ходе реформы административно-территориального деления СССР в 1929 году Еминский сельсовет вошёл в состав Дмитровского района Орехово-Зуевского округа Московской области. В 1930 году округа были упразднены, а Дмитровский район переименован в Коробовский.
21 августа 1936 года Еминский сельсовет был упразднён, деревни Емино и Епихино переданы Михайловскому сельсовету, а деревня Бекетово Митинскому сельсовету.